# Zsarolás (film, 1929)
A Zsarolás (eredeti cím: Blackmail) 1929-ben bemutatott brit film, Alfred Hitchcock egyik korai műve. A film abban az időben készült, amikor a hangosfilm még gyerekcipőben járt. A Zsarolás az első brit hangosfilm volt. Mint annyi más alkotást ebből az időből, a Zsarolást is rögtön két verzióban forgatták: egy hangosfilm, valamint egy némafilm változatban. Ez utóbbira azért volt szükség, mert akkoriban még nem minden moziban lehetett hangosfilmet vetíteni. Erre a kétszeres idő- és energiaráfordításra – mely végeredményben két eltérő, de tartalmilag mégis azonos filmet jelentett – azért is volt szükség, mert a szinkronizálás akkoriban még nem volt annyira fejlett és elterjedt eljárás.
Nagy-Britanniában 1929. június 30-án mutatták be a mozikban, Magyarországon 1999. június 10-én az MTV1-en vetítették le a televízióban.

## Cselekmény
Egy éttermi veszekedést követően a fiatal és feldühödött Alice White otthagyja barátját, Frank Webbert az étteremben. A fiatal férfi a lány vőlegénye és a Scotland Yardnál dolgozik, mint detektív. Alice egy másik férfival hagyja el az éttermet, aki festő. Az idegen elhívja magához a műtermébe és ott megpróbálja a lányt megerőszakolni. A dulakodás közben a lány egy késsel leszúrja a férfit. Alice a nagy pánikban hazarohan, s közben az egyik kesztyűjét a műteremben felejti. A rendőrségen Frank az, akit az esettel megbíznak. A műteremben megtalálja Alice kesztyűjét, amit titokban zsebre tesz. A történet tisztázására kettejük közt nem kerül sor, mert egy férfi bukkan fel, Tracy, akinek birtokában van a lány kesztyűpárja. Az ismeretlen zsarolással próbálkozik. Frank azonban kideríti, hogy az ember maga is a gyanúsítottak közt van, s kollégáit Tracy nyomába ereszti. A zsaroló a British Museumba menekül a rendőrség elől, ahol a kupolára érve halálba zuhan. Alice közben a Scotland Yardra siet, hogy vallomást tegyen és bevallja a gyilkosságot. A rendőrségen azonban ismét Frank kerül az útjába, aki végül hazaviszi a lányt.

## Szereplők
| Szereplő                   | Színész               | Magyar hang              |
| -------------------------- | --------------------- | ------------------------ |
| Alice White                | Anny Ondra            | Hámori Eszter            |
| Frank Webber nyomozó       | John Longden          | Mihályi Győző            |
| Mr. White                  | Charles Paton         | Kardos Gábor             |
| Mrs. White                 | Sara Allgood          | Halász Aranka            |
| Tracy                      | Donald Calthrop       | Barbinek Péter           |
| Mr. Crewe, az artista      | Cyril Ritchard        | Mertz Tibor              |
| Mrs. Humphries, a házinéni | Hannah Jones          | Bókai Mária              |
| Walls detektív-főfelügyelő | Harvey Braban         | Izsóf Vilmos             |
| Pletykás nő                | Phyllis Monkman       | Molnár Zsuzsa            |
| Csaló                      | Percy Parsons         | néma szereplő            |
| Férfi a metrón             | Alfred Hitchcock      | néma szereplő            |
| Nyomozó őrmester           | Ex-Det. Sergt. Bishop | ?                        |
| Joe                        | –                     | Csuha Lajos              |
| Paul                       | –                     | Horkai János             |
| Rendőrök                   | –                     | Imre István Orosz István |

## Kritika
A Zsarolás cselekménye sem tartalmilag, sem pedig pszichológiailag nincs kellően kidolgozva. Ennek ellenére több jelenetben tudatosan alkalmazzák a hangosfilm adta új technikai lehetőségeket. Ilyen az az ismert jelenet, amikor egy kés áll a középpontban, mely Alice-t a tettére emlékezteti. Hitchcock már ebben a filmjében is szuverén módon próbálgatja a krimikre jellemző feszültségteremtést. Ezen felül a rá jellemző ún. Hitchcock-Touch is már felismerhető. Ilyen elemek például a szőke főszereplőnő, mely a későbbi filmjeinek egyfajta elődje, a bűn és bűnhődés témája, a látens szexualitás és természetesen a később Hitchcock-ismertetővé vált cameo-felvételek.

## Hitchcock aZsarolásról
„A film végét igazából másként képzeltem. A zsaroló üldözése után a lányt el kellett volna fogják. A fiatal detektív ezután pedig azt tette volna vele, amit a film elején forgatott jelenetben a letartóztatáskor. Bilincsek, személyi adatok felvétele, stb. A mellékhelyiségben ezután ismét találkozott volna valamelyik régi kollégájával, aki az esetről mit sem tudva megkérdezi: „Ma este is szórakozni megy a barátnőjével?“ mire ő ezt válaszolta volna: „Nem, ma haza megyek.” És ez lett volna a film vége. A film producerei ezt a változatot azonban túl deprimálónak találták.”

## Televíziós megjelenések
MTV1